# June Singer
June Singer (1920 - 19 de janeiro de 2004) foi uma psicóloga analítica americana. Ela foi co-fundadora do Clube de Psicologia Analítica de Chicago, mais tarde do Instituto Jung de Chicago, bem como da Sociedade Inter-Regional de Analistas Junguianos. Ela ajudou a popularizar as teorias de Carl Jung nos Estados Unidos e escreveu vários livros bem conceituados.

## Influência
June Singer trabalhou tanto como analista junguiano quanto como autor e palestrante. Seu livro de 1972, "Fronteiras da Alma", é considerado uma das melhores introduções ao pensamento junguiano e desempenhou um papel significativo na popularização da psicologia junguiana nos Estados Unidos. Singer também escreveu dois livros sobre sexualidade e um estudo junguiano do poeta William Blake. 